# King Peak (Antarktika)
Der King Peak ist ein 2200 m hoher und felsiger Berggipfel im westantarktischen Marie-Byrd-Land. Er überragt den östlichen Ausläufer des Bermel Escarpment rund 2,5 km westnordwestlich des Mount Powell im östlichen Abschnitt der Thiel Mountains. 
Peter Bermel und Arthur B. Ford, die gemeinsam eine Expedition des United States Geological Survey von 1960 bis 1961 in die Thiel Mountains leiteten, benannten ihn nach Clarence King (1842–1901), erster Direktor des Survey von 1879 bis 1881.